# Франк Кърмоуд
Сър Франк Кърмоуд (на английски: John Frank Kermode; 29 ноември 1919 г., о. Ман – 17 август 2010 г., Кеймбридж) e английски литературен теоретик и историк, известен на първо място с книгата си Усещането за края, публикувана през 1967 г. Редовен автор на London Review of Books и The New York Review of Books.

## Биография
Кърмоуд се ражда на о. Ман, а образованието си получава в гимназия „Дъглас“ и в университета на Ливърпул. По време на Втората световна война служи в Кралския флот, общо шест години, по-голямата част от които в Исландия.
Академичната си кариера започва като преподавател в Университета Дърам през 1947 г. След това преподава в Редингския университет и в Бристолския университет. Избран е за Лорд Нортклиф професор по модерна английска литература в Университетски колеж Лондон от 1967 до 1974 г. Под ръководството на Кърмоуд департаментът по англицистика към Университетски колеж Лондон осъществява серия от научни семинари, които имат революционно значение за английската хуманитаристика, защото за първи път въвеждат в нея съвременната френска критическа теория.
В течение на години Кърмоуд е сътрудник на литературно-политическото списание „Енкаунтър“, а през 1965 г. става и негов съредактор. Но напуска след по-малко от две години, когато научава, че един от спонсорите на списанието е ЦРУ.
През 1974 г. Кърмоуд заема мястото на Крал Едуард VII професор по английска литература в Кеймбриджкия университет. Напуска поста през 1982 г., когато се разразява острият дебат около хабилитацията на Колин Маккейб, който по това време е сред най-активните защитници на неприемливия за консервативния Кеймбридж структурализъм. В знак на солидарност към талантливия си по-млад колега, чиято хабилитация в крайна сметка е отхвърлена, а той принуден да си търси преподавателско място отвъд океана, проф. Кърмоуд се отказва от собственото си място си и се мести в Колумбийския университет, където става Джулиан Кларънс Леви професор по хуманитаристика. През 1975 – 1976 г. са му поверени Нортъновите лекции в Харвардския университет.
Само няколко месеца преди смъртта на Кърмоуд ученият Джеймс Шапиро го описва като „най-добрия жив читател на Шекспир, където и да е по света, ако си сложим ръка на сърцето“.
Кърмоуд умира в Кеймбридж на 17 август 2010 г.

## Кариера
- Лектор, Университет Дърам (1947 – 1949)
- Лектор, Университет Ридинг (1949 – 1958)
- Джон Едуард Тейлър професор по английска литература, Манчестърски университет (1958 – 1965)
- Уинтърстоук професор по англицистика, Бристолски университет (1965 – 1967)
- Лорд Нортклиф професор по модерна английска литература, Университетски колеж Лондон (1967 – 1974)
- Почетен сътрудник, Университетски колеж Лондон (1996 – 2010)
- Крал Едуард VII професор по английска литература, Кеймбриджки университет (1974 – 1982)
- Сътрудник, Кингс Колидж към Кеймбриджкия университет (1974 – 1987)
- Чарлз Елиът Нортън професор по поезия, Харвардски университет (1977 – 1978)
- Джулиан Кларънс Леви професор по хуманитаристика, Колумбийски университет (1982 – 1984)
- Почетен сътрудник, Кингс Колидж към Кеймбриджкия университет (1988 – 2010)

## Признание
Член на Британската академия (1973), на Кралското литературно общество. През 1991 г. е удостоен от кралицата с титлата рицар.